# Wojciech Świętosławski

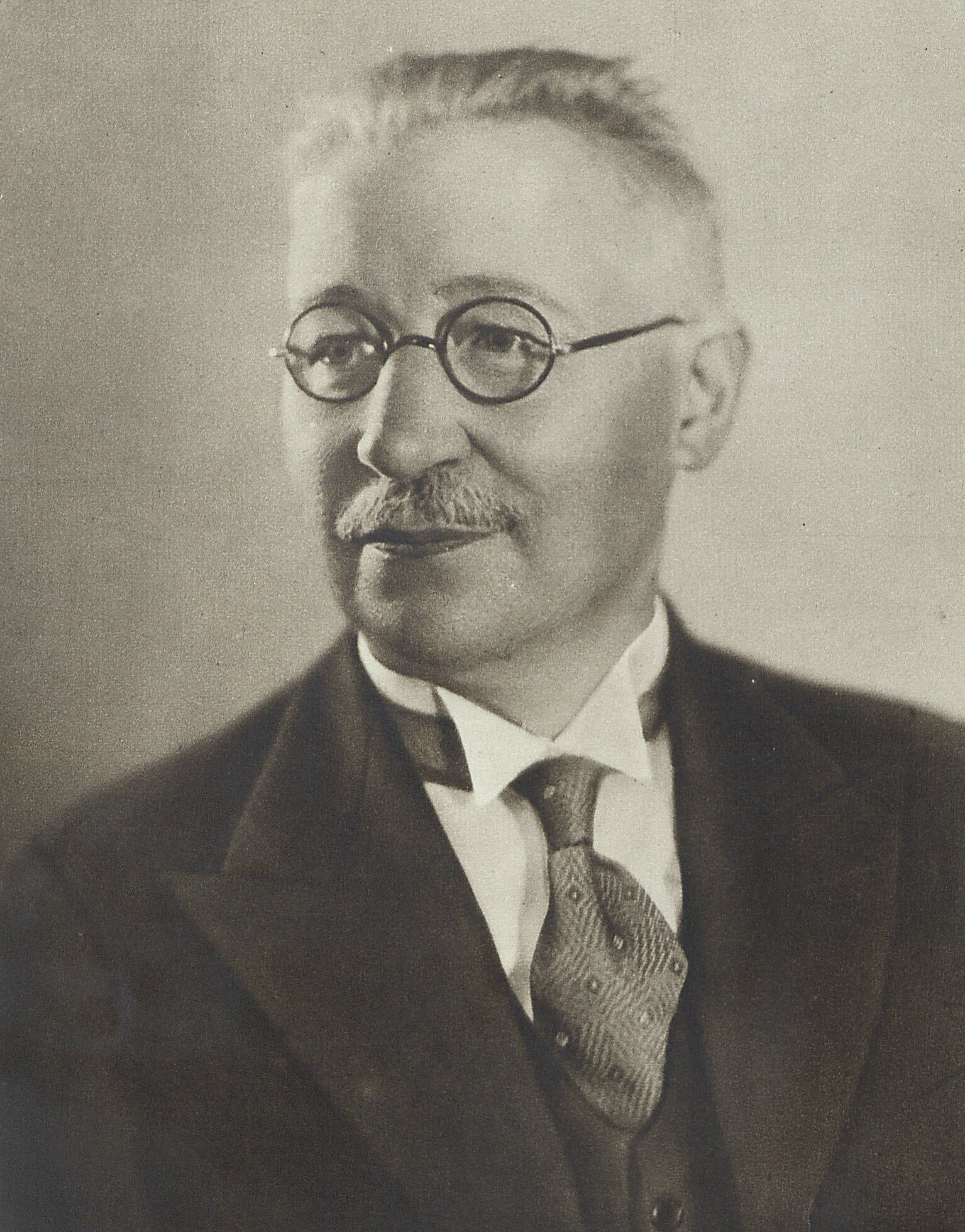
Wojciech Świętosławski

Wojciech Alojzy Świętosławski (* 21. Juni 1881 in Kiryjówka, Wolhynien; † 29. April 1968 in Warschau) war ein polnischer Physikochemiker.
Świętosławski studierte zwischen 1899 und 1906 an der chemischen Fakultät des Kiewer Polytechnischen Instituts.
Świętosławski war Professor der Universität Warschau und des Politechnikums Warschau (TU) und von 1928 bis 1929 Rektor am Warschauer Politechnikum und Senator der Zweiten Republik Polen.
Von 1935 bis 1939 war er der letzte Bildungsminister der II. Republik Polen.
Seine wissenschaftlichen Spezialgebiete waren die Thermochemie, insbesondere die Kalorimetrie und Mikrokalorimetrie.
1959 wurde ihm von der Technischen Universität Dresden der Ehrendoktortitel verliehen.